# Serie televisive del Marvel Cinematic Universe
Le serie televisive del Marvel Cinematic Universe sono serie televisive di supereroi statunitensi basate sui personaggi che appaiono nelle pubblicazioni di Marvel Comics. Le serie condividono l'ambientazione e alcuni personaggi, nonché alcuni elementi della trama che fanno da filo conduttore tra di esse.
Il MCU ha iniziato a espandersi in televisione nel 2010 con la creazione di Marvel Television, che ha prodotto 11 serie televisive insieme ad ABC Studios e la sua unità produttiva ABC Signature Studios dal settembre 2013 all'agosto 2020. Questi prodotti sono stati trasmessi e distribuiti tramite broadcast, streaming e televisione via cavo, rispettivamente su ABC, Netflix, Hulu e Freeform. Le serie della ABC riprendono direttamente elementi e personaggi dai film e sono raggruppate sotto il nome di "Marvel Heroes". Un gruppo di serie televisive interconnesse, chiamate "Marvel Knights", è stato distribuito su Netflix. Freeform e Hulu hanno invece distribuito serie young-adult, destinate a un pubblico di adolescenti e serie animate.
Nel 2018, Marvel Studios, la casa di produzione cinematografica dietro ai film del franchise, ha iniziato a produrre serie televisive per il servizio di streaming Disney+. La prima di queste serie ha debuttato nel gennaio 2021, e almeno altre dodici serie televisive e uno speciale sono in lavorazione. Queste serie hanno un budget superiore rispetto a quelle di Marvel Television, sono incentrate principalmente sui personaggi secondari dei film e sono interconnesse con i film in modo molto più stretto rispetto alle precedenti serie televisive.

## Marvel Entertainment
Nel giugno 2010, Marvel Entertainment lanciò la sua divisione televisiva (Marvel Television) con Jeph Loeb a capo del progetto. Lo studio intorno al luglio 2012 cominciò a considerare di espandere il franchise cinematografico del Marvel Cinematic Universe (MCU) producendo delle serie televisive in seguito al successo di The Avengers, anche se doveva essere a conoscenza dei piani dei Marvel Studios per i film in modo da non interferire quando si introduce qualcuno o qualcosa nell'universo. Joss Whedon, che ha diretto The Avengers (2012) per i Marvel Studios prima di co-ideare Agents of S.H.I.E.L.D. per la Marvel Television, ha descritto la relazione tra la serie televisiva del MCU e i film come la serie che ottiene "avanzi" dai film. Nell'agosto 2015, i Marvel Studios sono stati integrati nei Walt Disney Studios con il presidente Kevin Feige che ha riferito al presidente dei Walt Disney Studios Alan Horn invece che all'amministratore delegato della Marvel Entertainment Isaac Perlmutter, mentre la Marvel Television è rimasta sotto il controllo di Perlmutter. Questo è stato visto come un ampliamento del divario esistente tra i film Marvel e le divisioni televisive, e rendendo ancora meno probabile che i film avrebbero riconosciuto gli eventi e i personaggi delle serie. Il 10 dicembre 2019 la divisione viene chiusa e inglobata nei Marvel Studios, che si occupano da quel momento in poi di tutte le produzioni televisive MCU successive, portando però a termine nel 2021 due serie animate di cui ha assunto la supervisione ma pubblicate sotto la produzione di Marvel Television.
La prima serie a essere prodotta è stata Agents of S.H.I.E.L.D., in onda sulla ABC dal settembre 2013, a cui si è aggiunta Agent Carter nel gennaio 2015. Nel settembre 2017 ha debuttato sulla ABC Inhumans. Nel 2015, sono state prodotte per Netflix le serie Daredevil e Jessica Jones, seguite nel 2016 da Luke Cage. Nel 2017, sono state distribuite Iron Fist e la miniserie crossover The Defenders, seguite da The Punisher. Nello stesso anno, ha debuttato anche Runaways su Hulu. Il MCU si è espanso ulteriormente nel 2018 con Cloak & Dagger, in onda su Freeform.
| Serie                  | Stagione              | Data di trasmissione/pubblicazione USA | Data di trasmissione/pubblicazione USA | Rete/servizio originale | Showrunner                                     |                       |
| Serie                  | Stagione              | Data primo episodio                    | Data ultimo episodio                   | Rete/servizio originale | Showrunner                                     |                       |
| Serie "Marvel Heroes"  | Serie "Marvel Heroes" | Serie "Marvel Heroes"                  | Serie "Marvel Heroes"                  | Serie "Marvel Heroes"   | Serie "Marvel Heroes"                          | Serie "Marvel Heroes" |
| ---------------------- | --------------------- | -------------------------------------- | -------------------------------------- | ----------------------- | ---------------------------------------------- | --------------------- |
| Agents of S.H.I.E.L.D. | 1                     | 24 settembre 2013                      | 13 maggio 2014                         | ABC                     | Jed Whedon, Maurissa Tancharoen e Jeffrey Bell |                       |
| Agents of S.H.I.E.L.D. | 2                     | 23 settembre 2014                      | 12 maggio 2015                         | ABC                     | Jed Whedon, Maurissa Tancharoen e Jeffrey Bell |                       |
| Agents of S.H.I.E.L.D. | 3                     | 29 settembre 2015                      | 17 maggio 2016                         | ABC                     | Jed Whedon, Maurissa Tancharoen e Jeffrey Bell |                       |
| Agents of S.H.I.E.L.D. | 4                     | 20 settembre 2016                      | 16 maggio 2017                         | ABC                     | Jed Whedon, Maurissa Tancharoen e Jeffrey Bell |                       |
| Agents of S.H.I.E.L.D. | 5                     | 1º dicembre 2017                       | 18 maggio 2018                         | ABC                     | Jed Whedon, Maurissa Tancharoen e Jeffrey Bell |                       |
| Agents of S.H.I.E.L.D. | 6                     | 10 maggio 2019                         | 2 agosto 2019                          | ABC                     | Jed Whedon, Maurissa Tancharoen e Jeffrey Bell |                       |
| Agents of S.H.I.E.L.D. | 7                     | 27 maggio 2020                         | 12 agosto 2020                         | ABC                     | Jed Whedon, Maurissa Tancharoen e Jeffrey Bell |                       |
| Agent Carter           | 1                     | 6 gennaio 2015                         | 24 febbraio 2015                       | ABC                     | Tara Butters, Michele Fazekas e Chris Dingess  |                       |
| Agent Carter           | 2                     | 19 gennaio 2016                        | 1º marzo 2016                          | ABC                     | Tara Butters, Michele Fazekas e Chris Dingess  |                       |
| Inhumans               | 1                     | 29 settembre 2017                      | 10 novembre 2017                       | ABC                     | Scott Buck                                     |                       |
| The Defenders Saga     |                       |                                        |                                        |                         |                                                |                       |
| Daredevil              | 1                     | 10 aprile 2015                         | 10 aprile 2015                         | Netflix                 | Steven S. DeKnight                             |                       |
| Daredevil              | 2                     | 18 marzo 2016                          | 18 marzo 2016                          | Netflix                 | Doug Petrie e Marco Ramirez                    |                       |
| Daredevil              | 3                     | 19 ottobre 2018                        | 19 ottobre 2018                        | Netflix                 | Erik Oleson                                    |                       |
| Jessica Jones          | 1                     | 20 novembre 2015                       | 20 novembre 2015                       | Netflix                 | Melissa Rosenberg                              |                       |
| Jessica Jones          | 2                     | 8 marzo 2018                           | 8 marzo 2018                           | Netflix                 | Melissa Rosenberg                              |                       |
| Jessica Jones          | 3                     | 14 giugno 2019                         | 14 giugno 2019                         | Netflix                 | Melissa Rosenberg e Scott Reynolds             |                       |
| Luke Cage              | 1                     | 30 settembre 2016                      | 30 settembre 2016                      | Netflix                 | Cheo Hodari Coker                              |                       |
| Luke Cage              | 2                     | 22 giugno 2018                         | 22 giugno 2018                         | Netflix                 | Cheo Hodari Coker                              |                       |
| Iron Fist              | 1                     | 17 marzo 2017                          | 17 marzo 2017                          | Netflix                 | Scott Buck                                     |                       |
| Iron Fist              | 2                     | 7 settembre 2018                       | 7 settembre 2018                       | Netflix                 | Raven Metzner                                  |                       |
| The Defenders          | 1                     | 18 agosto 2017                         | 18 agosto 2017                         | Netflix                 | Marco Ramirez                                  |                       |
| The Punisher           | 1                     | 17 novembre 2017                       | 17 novembre 2017                       | Netflix                 | Steve Lightfoot                                |                       |
| The Punisher           | 2                     | 18 gennaio 2019                        | 18 gennaio 2019                        | Netflix                 | Steve Lightfoot                                |                       |
| Serie "Young Adult"    |                       |                                        |                                        |                         |                                                |                       |
| Runaways               | 1                     | 21 novembre 2017                       | 9 gennaio 2018                         | Hulu                    | Josh Schwartz & Stephanie Savage               |                       |
| Runaways               | 2                     | 21 dicembre 2018                       | 21 dicembre 2018                       | Hulu                    | Josh Schwartz & Stephanie Savage               |                       |
| Runaways               | 3                     | 13 dicembre 2019                       | 13 dicembre 2019                       | Hulu                    | Josh Schwartz & Stephanie Savage               |                       |
| Cloak & Dagger         | 1                     | 7 giugno 2018                          | 2 agosto 2018                          | Freeform                | Joe Pokaski                                    |                       |
| Cloak & Dagger         | 2                     | 4 aprile 2019                          | 30 maggio 2019                         | Freeform                | Joe Pokaski                                    |                       |

### Serie "Marvel Heroes"
La prima serie televisiva che la Marvel Television ha sviluppato per far parte del Marvel Cinematic Universe è stata Agents of S.H.I.E.L.D.; è stata ordinata dalla ABC nel mese di agosto 2012. Nel gennaio 2014, è stata annunciata la serie Agent Carter; che è stata cancellata nel maggio 2016. Quel novembre, la Marvel e la IMAX Corporation annunciarono Inhumans, basato sull'omonima specie, dopo che un film pianificato con protagonisti i personaggi fu rimosso dalla lista dei Marvel Studios. La ABC ha cancellato la serie a maggio 2018. Nel luglio 2019, la settima stagione di Agents of S.H.I.E.L.D. è stata annunciata come l'ultima. Jeph Loeb ha spiegato un mese dopo che la Marvel ha classificato le sue serie ABC come le serie "Marvel Heroes" a causa della loro stretta connessione con i film del MCU, in particolare con i personaggi principali sia di Agents of S.H.I.E.L.D. che di Agent Carter che hanno avuto origine nei film.

#### Agents of S.H.I.E.L.D.(2013-2020)
L'agente Phil Coulson mette insieme un piccolo gruppo di agenti dello S.H.I.E.L.D. (Strategic Homeland Intervention, Enforcement and Logistics Division) per affrontare nuovi e misteriosi casi. Dopo aver scoperto che il Progetto Centipede e il suo leader, il Chiaroveggente, erano affiliati all'Hydra, un'organizzazione terroristica, Coulson e la sua squadra devono affrontare i membri dell'Hydra a piede libero in seguito alla caduta dello S.H.I.E.L.D. e riguadagnare la fiducia del governo. In seguito alla guerra con l'Hydra e con gli Inumani, una razza di superumani, Coulson avvia una missione segreta per proteggere il mondo.
Jed Whedon, Maurissa Tancharoen e Jeffrey Bell sono gli showrunner della serie, che vede il ritorno di Clark Gregg nei panni di Phil Coulson. Nel luglio 2012 la Marvel Television entrò in trattative con la ABC per realizzare una serie televisiva ambientata nel Marvel Cinematic Universe. Ad agosto la ABC ordinò il pilot di una serie incentrata sullo S.H.I.E.L.D., scritto da Joss Whedon, Jed Whedon e Maurissa Tancharoen e diretto da Joss Whedon. La serie è andata in onda per sette stagioni dal 2013 al 2020.
Nel corso degli anni sono apparsi nella serie diversi attori dei film del MCU, tra cui Samuel L. Jackson, Cobie Smulders, Jaimie Alexander, Hayley Atwell, Neal McDonough e William Sadler.

#### Agent Carter(2015-2016)
New York, 1946: Peggy Carter è costretta a bilanciare il suo lavoro d'ufficio alla Strategic Scientific Reserve (SSR) con la missione segreta affidatale da Howard Stark, incastrato con l'accusa di aver venduto armi letali al miglior offerente. Per ripulire il nome dell'uomo, trovare i veri responsabili e recuperare le armi, Peggy viene assistita dal fedele maggiordomo di Stark, Edwin Jarvis. In seguito Peggy si trasferisce a Los Angeles per affrontare una minaccia che rischia di mettere in pericolo tutte le persone che ha giurato di proteggere.
Nel settembre 2013 la Marvel cominciò a sviluppare una seconda serie per la ABC basata sul personaggio di Peggy Carter, e nel gennaio 2014 il presidente della ABC Paul Lee confermò lo sviluppo della serie, il cui pilot è stato scritto dagli sceneggiatori dei film di Captain America Christopher Markus e Stephen McFeely. Il 9 maggio 2014 la ABC ordinò ufficialmente la serie. Gli showrunner sono Tara Butters, Michele Fazekas e Chris Dingess. La serie è stata rinnovata per una seconda stagione il 7 maggio 2015. Nel maggio 2016 la serie è stata cancellata dalla ABC.
Dominic Cooper riprende il ruolo di Howard Stark; James D'Arcy interpreta Edwin Jarvis, maggiordomo di Stark che ispirerà in futuro il sistema operativo J.A.R.V.I.S. di Tony Stark. Nella prima stagione Costa Ronin interpreta Anton Vanko, ideatore del reattore arc insieme a Stark. Neal McDonough e Toby Jones riprendono inoltre i loro rispettivi ruoli di "Dum Dum" Dugan e Arnim Zola.

#### Inhumans(2017)
A causa di un colpo di Stato i membri della famiglia reale degli Inumani si ritrovano dispersi alle Hawaii, dove dovranno salvare sé stessi e la razza umana.
Nel novembre 2016 la Marvel e la IMAX Corporation annunciarono un accordo per realizzare la serie Marvel's Inhumans, basata sui personaggi creati da Stan Lee e Jack Kirby. Nel dicembre 2016 Scott Buck venne annunciato come showrunner e produttore esecutivo della serie. Nel febbraio 2017 Anson Mount venne scelto come interprete di Freccia Nera. I primi due episodi della serie vennero interamente girati in formato IMAX e sono stati distribuiti nei cinema IMAX per due settimane a partire dal 1º settembre 2017. Ulteriori sequenze d'azione negli episodi seguenti vennero girate in formato IMAX. La serie ha debuttato il 29 settembre 2017 su ABC, che ha trasmesso i primi due episodi con l'aggiunta di materiale non proiettato al cinema. Nel maggio 2018 la serie è stata cancellata dalla ABC.
Gli Inumani sono stati introdotti nel MCU durante la seconda stagione di Agents of S.H.I.E.L.D., ma Inhumans non è uno spin-off della serie, né una rielaborazione del film degli Inumani annunciato nell'ottobre 2014 e mai prodotto.

### The Defenders Saga
Nell'ottobre 2013 Deadline rivelò che la Marvel era al lavoro su quattro serie televisive e una miniserie (per un totale di 60 episodi) da realizzare con un servizio di video on demand o un fornitore di prodotti via cavo, con Netflix, Amazon e WGN America interessati al progetto. Alcune settimane dopo, la Marvel e la Disney annunciarono di aver concluso un accordo con Netflix per trasmettere delle serie televisive su Daredevil, Jessica Jones, Iron First e Luke Cage e una miniserie su I Difensori. Drew Pearce confermò nel febbraio 2014 che queste serie sarebbero state parte integrante del Marvel Cinematic Universe. Nello stesso mese la Marvel annunciò che le serie sarebbero state girate a New York a partire dalla metà del 2014, confermando che ogni serie sarebbe stata composta da 13 episodi, mentre The Defenders sarebbe stata una miniserie da 4 a 8 episodi. Nel marzo 2014 Jeph Loeb dichiarò che le serie TV sarebbero state girate nel seguente ordine: Daredevil, Jessica Jones, Iron Fist, Luke Cage e The Defenders, ma nel marzo 2015 l'ordine di produzione di Iron Fist e Luke Cage venne invertito. Nell'aprile 2016, Marvel e Netflix hanno ordinato The Punisher come spin-off di Daredevil.
Nel gennaio 2015 il COO di Netflix Ted Sarandos affermò che sono possibili più stagioni della serie e che Netflix avrebbe guardato "l'accoglienza da parte dei fan della Marvel ma anche del pubblico più generalista" per stabilire se dare alla serie più stagioni. Nel luglio 2015 Sarandos affermò che alcune serie selezionate avrebbero avuto più stagioni.
Netflix aveva cancellato tutte le sue serie Marvel entro la fine di febbraio 2019, terminando la collaborazione con Marvel Television ma continuando a detenere i diritti di streaming per le stagioni esistenti. Variety riportò che i personaggi presenti nella serie sarebbero potuti apparire in alcuna serie o film solo due anni dopo la cancellazione delle loro serie. Nell'agosto 2019 Loeb si riferì alle serie Netflix con i nomi "Marvel Street-Level Heroes" e "Marvel Knights".
Il 28 febbraio 2022 (in alcuni paesi il primo marzo), tutte le serie "Marvel Knights" sono state tolte da Netflix per poi passare a partire dal 16 marzo sulla piattaforma streaming Disney+. Con l'arrivo su Disney+ (in Italia avvenuto il 29 giugno 2022) la saga viene ufficialmente rinominata "The Defenders Saga".

#### Daredevil(2015-2018)
L'avvocato Matt Murdock, non vedente sin da piccolo ma dotato di straordinarie abilità, combatte il crimine tra le strade di Hell's Kitchen nei panni di Daredevil.
A dicembre 2013 venne annunciato che Drew Goddard sarebbe stato produttore esecutivo e showrunner per la serie, nonché sceneggiatore e regista del primo episodio; a marzo 2014 Jeph Loeb dichiarò che le riprese sarebbero partite a luglio dello stesso anno a New York. A fine maggio Drew Goddard lasciò la supervisione della serie e venne sostituito da Steven S. DeKnight. Charlie Cox viene annunciato come interprete di Daredevil il 27 maggio 2014. Nella seconda stagione Jon Bernthal viene introdotto nei panni di Frank Castle/The Punisher prima di debuttare nella sua serie, mentre Michelle Hurd e Carrie-Anne Moss riprendono i ruoli di Samantha Reyes e Jeri Hogarth da Jessica Jones. La serie è stata distribuita per tre stagioni tra il 2015 e il 2018.

#### Jessica Jones(2015-2019)
L'ex supereroina Jessica Jones, colpita da un disturbo post-traumatico da stress, apre un'agenzia investigativa per aiutare le persone e gli altri supereroi in difficoltà.
Nel novembre 2013 Melissa Rosenberg venne scelta come showrunner e produttrice esecutiva della serie. Nel marzo 2014 Jeph Loeb dichiarò che Jessica Jones sarebbe stata girata subito dopo Daredevil. Il 5 dicembre 2014 Krysten Ritter viene scelta come interprete di Jessica Jones nella serie, ufficialmente chiamata Marvel's Jessica Jones. La prima stagione è stata distribuita il 20 novembre 2015. Nel gennaio 2016 la serie è stata rinnovata per una seconda stagione ed è stata distribuita l'8 marzo 2018. Nel mese di aprile 2018 la serie è stata rinnovata per una terza e ultima stagione che è stata pubblicata dalla piattaforma il 14 giugno 2019.
Nella prima stagione Mike Colter appare nel ruolo ricorrente di Luke Cage prima di debuttare nella sua serie, mentre Rosario Dawson e Royce Johnson riprendono i rispettivi ruoli di Claire Temple e Brett Mahoney da Daredevil.
Quando la serie era in sviluppo per la ABC, nel luglio 2011, c'erano progetti per far debuttare Carol Danvers nel Marvel Cinematic Universe attraverso la serie su Jessica Jones, ma quando la produzione fu passata a Netflix il personaggio è stato sostituito in favore di Trish Walker, a causa di cambiamenti nella direzione del MCU, come la decisione di far apparire Danvers in un suo film.

#### Luke Cage(2016-2018)
Dopo essersi sottoposto a un esperimento che viene sabotato, Luke Cage ottiene forza sovrumana e pelle indistruttibile; fuggito ad Harlem, Cage cerca di cominciare una nuova vita, ma ben presto il passato torna a perseguitarlo.
Mike Colter riprende il ruolo di Luke Cage nella serie, intitolata ufficialmente Marvel's Luke Cage. Nel marzo 2014 Loeb disse che la serie sarebbe stata l'ultima serie a essere girata prima di The Defenders, ma nel marzo 2015 la serie viene riportata come terza in ordine di produzione dopo Jessica Jones. Nello stesso mese Cheo Hodari Coker venne scelto come showrunner e produttore esecutivo della serie. Le riprese si sono tenute da settembre 2015 a marzo 2016 a New York. Rosario Dawson riprende il ruolo di Claire Temple nella serie. La serie ha debuttato il 30 settembre 2016. Nel dicembre 2016 la serie è stata rinnovata per una seconda stagione, che è stata distribuita il 22 giugno 2018. Nell'ottobre 2018 la serie è stata cancellata da Netflix.

#### Iron Fist(2017-2018)

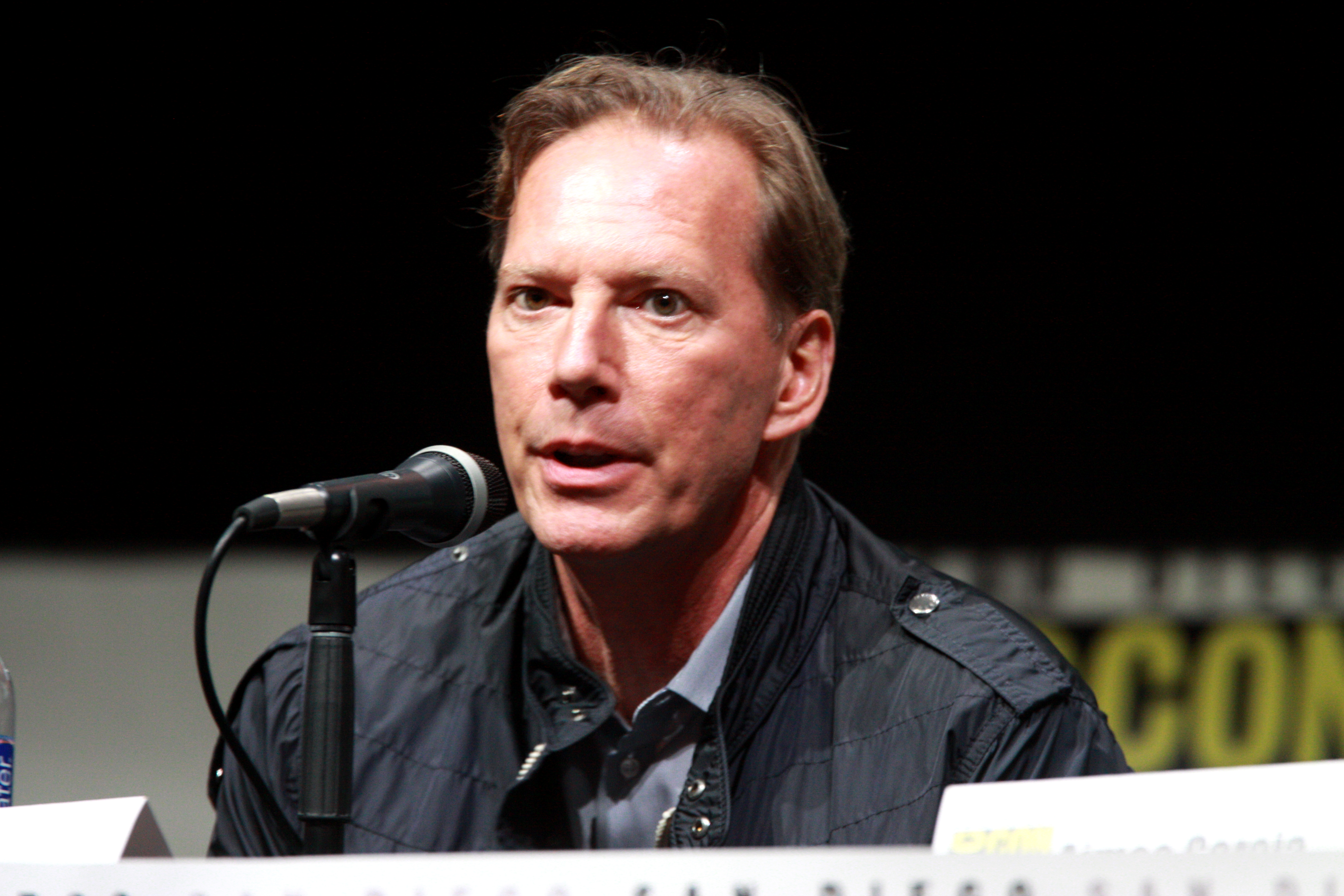
Scott Buck, showrunner di Iron Fist.

Dopo essere sparito per diversi anni, Danny Rand fa ritorno a New York City per combattere il crimine grazie alla sua maestria nel kung-fu e all'abilità di evocare l'incredibile potere del Pugno d'acciaio.
Nel marzo 2014 Jeph Leob disse che la serie, ufficialmente intitolata Marvel's Iron Fist, sarebbe stata girata dopo Jessica Jones, e sarebbe stata la terza delle quattro serie individuali. Tuttavia nel marzo 2015 la serie venne riportata come ultima in ordine di produzione dopo Luke Cage. Nel dicembre 2015 Scott Buck venne annunciato come showrunner e produttore esecutivo della serie. Nel febbraio 2016 Finn Jones venne scelto come interprete di Danny Rand / Iron Fist. Le riprese sono cominciate nell'aprile 2016 a New York e sono terminate nell'ottobre seguente. La serie ha debuttato il 17 marzo 2017. Nel luglio 2017 la serie venne rinnovata per una seconda stagione, nella quale Raven Metzner sostituisce Buck come showrunner. Nell'ottobre 2018 la serie è stata cancellata da Netflix.
Nella prima stagione Rosario Dawson, Carrie-Anne Moss e Wai Ching Ho riprendono i rispettivi ruoli di Claire Temple, Jeri Hogarth e Madame Gao dalle precedenti serie. Nella seconda stagione Simone Missick riprende il ruolo di Misty Knight.

#### The Defenders(2017)
I supereroi Daredevil, Jessica Jones, Luke Cage e Iron Fist si alleano a New York City.
Nell'aprile 2016 Doug Petrie e Marco Ramirez vennero scelti come showrunner, tuttavia con l'inizio delle riprese nell'ottobre 2016 Petrie lasciò la serie. La serie ha debuttato il 18 agosto 2017.
Cox, Ritter, Colter e Jones riprendono i rispettivi ruoli di Matt Murdock/Daredevil, Jessica Jones, Luke Cage e Danny Rand/Iron Fist. Sigourney Weaver interpreta la villain della serie. Eka Darville, Rosario Dawson, Scott Glenn, Elden Henson, Jessica Henwick, Simone Missick, Carrie-Anne Moss, Rachael Taylor, Élodie Yung e Deborah Ann Woll riprendono i rispettivi ruoli di Malcolm Ducasse, Claire Temple, Stick, Foggy Nelson, Colleen Wing, Misty Knight, Jeri Hogarth, Trish Walker, Elektra e Karen Page dalle precedenti serie.

#### The Punisher(2017-2019)
Nel gennaio 2016 TVLine riportò che Netflix era al lavoro sulla serie spin-off The Punisher, incentrata sull'omonimo personaggio introdotto nella seconda stagione di Daredevil. Il 29 aprile 2016 venne confermato lo sviluppo della serie e Steve Lightfoot venne annunciato come showrunner e produttore esecutivo. Fanno parte del cast anche Ben Barnes, Ebon Moss-Bachrach e Amber Rose Revah nei panni di Billy Russo, Micro e Dinah Madani. Deborah Ann Woll riprende il ruolo di Karen Page da Daredevil. Le riprese della serie sono iniziate nell'ottobre 2016 a New York. La serie ha debuttato il 17 novembre 2017.
Già nell'ottobre 2011 Fox stava sviluppando The Punisher come una serie TV lunga un'ora, ma successivamente il progetto fu annullato nel maggio 2012. Solo nel 2017 una diversa serie incentrata sul personaggio venne annunciata per Netflix.

### Serie "Young Adult"
Le serie di Hulu e Freeform sono state definite nell'agosto 2019 dal capo della Marvel Television Jeph Loeb come le "serie young adult" del MCU. Le due serie hanno compiuto un crossover tra di loro nel corso della terza stagione di Runaways, con Aubrey Joseph e Olivia Holt che riprendono i loro ruoli rispettivamente di Tyrone Johnson e Tandy Bowen.

#### Runaways(2017-2019)
Sei ragazzi dotati di incredibili poteri devono allearsi per sconfiggere un nemico comune: i loro genitori.
Nell'agosto 2016 la Marvel Television annunciò una partnership con il servizio on demand Hulu per produrre l'episodio pilota di Marvel's Runaways, basata sugli omonimi personaggi creati da Brian K. Vaughan e Adrian Alphona. La serie è sviluppata da Josh Schwartz e Stephanie Savage e prodotta da Marvel Television e ABC Signature Studios. Nel febbraio 2017 la Marvel annunciò il cast principale dei Runaways, composto da Rhenzy Feliz come Alex Wilder, Lyrica Okano come Nico Minoru, Virginia Gardner come Karolina Dean, Ariela Barer come Gert Yorkes, Gregg Sulkin come Chase Stein e Allegra Acosta come Molly Hernandez. Nel maggio Hulu annunciò di aver ordinato la serie. La prima stagione, composta da 10 episodi, ha debuttato il 21 novembre 2017.

#### Cloak & Dagger(2018-2019)
Tyrone Johnson e Tandy Bowen, due adolescenti di diversa estrazione sociale in una relazione romantica, si ritrovano in possesso di incredibili poteri che riescono a utilizzare al meglio quando sono insieme, ma i sentimenti che provano l'uno per l'altra renderanno le loro vite più complicate di quanto pensassero.
Nell'aprile 2016 Freeform, canale di proprietà della ABC, annunciò la serie Marvel's Cloak & Dagger, basata sui personaggi omonimi, con un ordine direttamente a serie. Nel gennaio 2017 Aubrey Joseph e Olivia Holt vennero scelti come interpreti di Cloak e Dagger. La serie ha debuttato nel 2018.

## Marvel Studios
Nel settembre 2018, i Marvel Studios erano al lavoro su diverse serie limitate per il servizio di streaming Disney+, di proprietà della Walt Disney Company, incentrate sui personaggi secondari dei film del Marvel Cinematic Universe (MCU) come Scarlet Witch. Variety riportò che gli attori che interpretavano i personaggi nei film avrebbero ripreso i loro ruoli nelle serie limitate, compresa Elizabeth Olsen nel ruolo di Scarlet Witch, e che ogni serie avrebbe avuto dai sei agli otto episodi, con un "budget elevato" al pari delle produzioni cinematografiche. Inoltre, le serie sarebbero state prodotte direttamente dai Marvel Studios piuttosto che dalla Marvel Television, che aveva prodotto le precedenti serie televisive del MCU, anche a seguito della chiusura di quest'ultima, inglobata nei Marvel Studios il 10 dicembre 2019. Venne riportato che il presidente dei Marvel Studios Kevin Feige avrebbe avuto un "ruolo attivo" nello sviluppo di ogni serie, concentrandosi sulla "continuità della storia" con i film e sugli attori che avrebbero ripreso i loro ruoli dai film.
In concomitanza con ogni serie, sulla piattaforma vengono pubblicati degli episodi composti da clip che hanno lo scopo di riassumere i momenti salienti di personaggi e oggetti protagonisti delle stesse; la miniserie televisiva prende il nome di Marvel Studios: Legends.
A partire da Agatha All Along, le serie televisive vengono prodotte sotto il marchio Marvel Television (già utilizzato in passato da Marvel Entertainment); precedentemente era già stato rilanciato il marchio Marvel Animation per i progetti animati dello studio.
| Serie                                        | Stagione     | Data di pubblicazione USA | Data di pubblicazione USA | Showrunner           |              |
| Serie                                        | Stagione     | Data primo episodio       | Data ultimo episodio      | Showrunner           |              |
| Fase Quattro                                 | Fase Quattro | Fase Quattro              | Fase Quattro              | Fase Quattro         | Fase Quattro |
| -------------------------------------------- | ------------ | ------------------------- | ------------------------- | -------------------- | ------------ |
| WandaVision                                  | 1            | 15 gennaio 2021           | 5 marzo 2021              | Jac Schaeffer        |              |
| The Falcon and the Winter Soldier            | 1            | 19 marzo 2021             | 23 aprile 2021            | Malcolm Spellman     |              |
| Loki                                         | 1            | 9 giugno 2021             | 14 luglio 2021            | Michael Waldron      |              |
| What If...?                                  | 1            | 11 agosto 2021            | 6 ottobre 2021            | A. C. Bradley        |              |
| Hawkeye                                      | 1            | 24 novembre 2021          | 22 dicembre 2021          | Jonathan Igla        |              |
| Moon Knight                                  | 1            | 30 marzo 2022             | 4 maggio 2022             | Jeremy Slater        |              |
| Ms. Marvel                                   | 1            | 8 giugno 2022             | 13 luglio 2022            | Bisha K. Ali         |              |
| I Am Groot                                   | 1            | 10 agosto 2022            | 10 agosto 2022            | Ryan Little          |              |
| She-Hulk: Attorney at Law                    | 1            | 18 agosto 2022            | 13 ottobre 2022           | Jessica Gao          |              |
| Fase Cinque                                  |              |                           |                           |                      |              |
| Secret Invasion                              | 1            | 21 giugno 2023            | 26 luglio 2023            | Kyle Bradstreet      |              |
| I Am Groot                                   | 2            | 6 settembre 2023          | 6 settembre 2023          | Ryan Little          |              |
| Loki                                         | 2            | 5 ottobre 2023            | 9 novembre 2023           | Eric Martin          |              |
| What If...?                                  | 2            | 22 dicembre 2023          | 30 dicembre 2023          | A. C. Bradley        |              |
| Echo                                         | 1            | 9 gennaio 2024            | 9 gennaio 2024            | Marion Dayre         |              |
| Agatha All Along                             | 1            | 18 settembre 2024         | 30 ottobre 2024           | Jac Schaeffer        |              |
| What If...?                                  | 3            | 22 dicembre 2024          | 29 dicembre 2024          | Matthew Chauncey     |              |
| Il vostro amichevole Spider-Man di quartiere | 1            | 29 gennaio 2025           | 19 febbraio 2025          | Jeff Trammel         |              |
| Daredevil - Rinascita                        | 1            | 4 marzo 2025              | 15 aprile 2025            | Dario Scardapane     |              |
| Ironheart                                    | 1            | 24 giugno 2025            | 1º luglio 2025            | Chinaka Hodge        |              |
| Fase Sei                                     |              |                           |                           |                      |              |
| Eyes of Wakanda                              | 1            | 1º agosto 2025            | 1º agosto 2025            | Todd Harris          |              |
| Marvel Zombies                               | 1            | 24 settembre 2025         | 24 settembre 2025         | Bryan Andrews        |              |
| Wonder Man                                   | 1            | Dicembre 2025             | N.D.                      | Andrew Guest         |              |
| Daredevil - Rinascita                        | 2            | Marzo 2026                | N.D.                      | Dario Scardapane     |              |
| Vision Quest                                 | 1            | 2026                      | N.D.                      | Terry Matalas        |              |
| Il vostro amichevole Spider-Man di quartiere | 2            | 2026                      | N.D.                      | Jeff Trammel         |              |
| Serie senza fase                             |              |                           |                           |                      |              |
| Il vostro amichevole Spider-Man di quartiere | 3            | N.D.                      | N.D.                      | Jeff Trammel         |              |
| Serie su Nova                                | 1            | N.D.                      | N.D.                      | Edward Allen Bernero |              |

### Fase Quattro

#### WandaVision(2021)
Wanda Maximoff e Visione vivono una vita idilliaca nella tranquilla cittadina di Westview, nel New Jersey, cercando di tenere nascosti i loro poteri. Attraversando varie epoche televisive e stili diversi, la coppia comincia a sospettare che non tutto sia come sembra.
Intorno al settembre 2018 i Marvel Studios erano al lavoro su una miniserie con protagonisti Elizabeth Olsen e Paul Bettany nei ruoli di Wanda Maximoff e Visione. Nel gennaio 2019 Jac Schaeffer venne scelta come showrunner, e nell'aprile seguente la serie venne annunciata ufficialmente. Matt Shakman è il regista di tutti gli episodi. Le riprese iniziarono nel novembre 2019 ad Atlanta, ma si interruppero nel marzo 2020 a causa della pandemia di COVID-19; la produzione riprese nel settembre 2020 e terminò nel novembre seguente. WandaVision ha debuttato il 15 gennaio 2021 su Disney+ e si è conclusa il 5 marzo 2021.
La serie è ambientata tre settimane dopo gli eventi di Avengers: Endgame, ed è collegata al film Doctor Strange nel Multiverso della Follia, in cui appare Olsen. Teyonah Parris interpreta Monica Rambeau, già apparsa da bambina in Captain Marvel, mentre Randall Park e Kat Dennings riprendono il ruolo di Jimmy Woo e Darcy Lewis dai film.

#### The Falcon and the Winter Soldier(2021)
Sam Wilson e Bucky Barnes collaborano in un'avventura globale che metterà alla prova le loro abilità e la loro pazienza.
Nell'ottobre 2018 Malcolm Spellman venne assunto come showrunner di una miniserie televisiva con protagonisti Anthony Mackie nel ruolo di Sam Wilson / Falcon e Sebastian Stan nel ruolo di Bucky Barnes / Soldato d'Inverno. La serie venne annunciata ufficialmente nell'aprile 2019. Le riprese iniziarono nell'ottobre 2019 ad Atlanta, con la regia di Kari Skogland, ma vennero sospese nel marzo 2020 a causa della pandemia di COVID-19. La produzione riprese nell'agosto 2020 e si concluse due mesi dopo. The Falcon and the Winter Soldier è stata distribuita in sei puntate su Disney+ dal 19 marzo 2021 al 23 aprile 2021.
La serie è ambientata sei mesi dopo gli eventi di Avengers: Endgame. Georges St-Pierre, Don Cheadle, Daniel Brühl, Emily VanCamp, e Florence Kasumba riprendono i ruoli di Georges Batroc, James Rhodes, Helmut Zemo, Sharon Carter e Ayo dai film. Julia Louis-Dreyfus appare nel ruolo di Valentina Allegra de Fontaine, ruolo in cui sarebbe inizialmente dovuta apparire nel film Black Widow (2020).

#### Loki(2021-2023)
Dopo aver rubato il Tesseract durante gli eventi di Avengers: Endgame, Loki viene catturato dalla Time Variance Authority (TVA), un'organizzazione che esiste al di fuori dello spazio-tempo e monitora le linee temporali, e si ritrova così a dover viaggiare attraverso il tempo per rimediare ai suoi errori.
Intorno al settembre 2018 i Marvel Studios erano al lavoro su una serie televisiva con protagonista Tom Hiddleston nel ruolo di Loki, e due mesi dopo il CEO di Disney Bob Iger confermò lo sviluppo della serie. Nel febbraio 2019 Michael Waldron venne scelto come showrunner. Nell'agosto 2019 Kate Herron venne scelta come regista. Le riprese iniziarono nel gennaio 2020 ma vennero interrotte a marzo a causa della pandemia di COVID-19. La produzione riprese nel settembre 2020 e terminò a metà dicembre. La prima stagione di Loki è stata distribuita in 6 puntate dal 9 giugno 2021 al 14 luglio 2021 su Disney+. La serie è stata rinnovata per una seconda stagione.
Loki è ambientata dopo gli eventi di Avengers: Endgame ed è collegata a Doctor Strange nel Multiverso della Follia e Ant-Man and The Wasp: Quantumania.

#### What If...?(2021-2024)
What If...? mostra cosa accadrebbe se alcuni tra i momenti principali del Marvel Cinematic Universe fossero accaduti in modo diverso.
Intorno al marzo 2019 venne riportato che i Marvel Studios erano al lavoro su una serie antologica d'animazione basata sul fumetto What If. La serie venne annunciata ufficialmente ad aprile, e nel luglio seguente venne annunciato che Jeffrey Wright avrebbe dato voce a Uatu / L'Osservatore e che numerosi attori dei film avrebbero ripreso i ruoli come doppiatori. A.C. Bradley è showrunner della prima stagione, che ha debuttato l'11 agosto 2021 ed è terminata il 6 ottobre 2021 dopo 9 episodi. La serie è stata rinnovata per una seconda e terza stagione.

#### Hawkeye(2021)
Nell'aprile 2019 venne riportato che i Marvel Studios stavano sviluppando una miniserie televisiva con protagonista Jeremy Renner nel ruolo di Clint Barton / Occhio di Falco e che nella serie sarebbe apparso il personaggio di Kate Bishop, a cui Barton avrebbe affidato il ruolo di Occhio di Falco. La serie venne annunciata ufficialmente nel luglio 2019, e a settembre Jonathan Igla venne scelto come showrunner. Nello stesso mese Hailee Steinfeld entrò in trattative per interpretare Kate Bishop. Steinfeld venne confermata nel ruolo solo nel dicembre 2020, mese in cui iniziarono le riprese della serie. Rhys Thomas e il duo Bert & Bertie sono i registi della serie. Hawkeye ha debuttato il 24 novembre 2021. Uno spin-off con protagonista Alaqua Cox nel ruolo di Maya Lopez / Echo è in sviluppo.
La serie è ambientata dopo gli eventi di Avengers: Endgame. Florence Pugh riprende il ruolo di Yelena Belova / Vedova Nera da Black Widow.

#### Moon Knight(2022)
Al D23 Expo 2019 i Marvel Studios annunciarono lo sviluppo di una serie incentrata su Marc Spector / Moon Knight. Nel novembre seguente Jeremy Slater venne assunto come showrunner. Nell'ottobre 2020 Oscar Isaac entrò in trattative per interpretare il protagonista, e venne confermato nel gennaio 2021. Le riprese della serie iniziarono nell'aprile 2021 a Budapest, con Mohamed Diab e il duo Justin Benson e Aaron Moorhead alla regia degli episodi. Moon Knight ha debuttato il 30 marzo 2022, e si è conclusa il 4 maggio 2022.
Già nel 2006, i Marvel Studios annunciarono una serie televisiva live-action su Moon Knight, in collaborazione con No Equal Entertainment. Nel 2008 lo scrittore Jon Cooksey confermò che stava sviluppando la serie televisiva, ma non ci furono poi ulteriori notizie al riguardo, fin quando la nuova serie sul personaggio venne annunciata al Disney Expo.

#### Ms. Marvel(2022)
Nell'agosto 2019 la Marvel annunciò di essere al lavoro su una serie televisiva incentrata sul personaggio di Kamala Khan / Ms. Marvel, con Bisha K. Ali come showrunner. Nel settembre 2020 Iman Vellani venne scelta come protagonista. Le riprese della serie iniziarono nel novembre 2020 ad Atlanta e si conclusero nel maggio 2021 in Thailandia. Gli episodi della serie sono diretti da Adil El Arbi e Bilall Fallah, Sharmeen Obaid-Chinoy e Meera Menon. Ms. Marvel ha debuttato l'8 giugno 2022.
Ms. Marvel è collegata a The Marvels, in cui è apparsa anche Vellani.

#### I Am Groot(2022-2023)
Serie d'animazione fotorealistica prevista per il 10 agosto 2022 con protagonista Baby Groot. Durante il San Diego Comic-con 2022 è stata annunciata una seconda stagione.

#### She-Hulk: Attorney at Law(2022)
Al D23 Expo 2019 i Marvel Studios annunciarono lo sviluppo di una serie incentrata su Jennifer Walters / She-Hulk. Nel novembre seguente Jessica Gao venne assunta come showrunner. Nel settembre 2020 Tatiana Maslany venne scelta come protagonista. Le riprese iniziarono nell'aprile 2021 ad Atlanta, con Kat Coiro e Anu Valia alla regia. She Hulk: Attorney at Law ha debuttato il 18 agosto 2022.
Mark Ruffalo e Tim Roth riprendono il ruolo rispettivamente di Bruce Banner / Hulk e Emil Blonsky / Abominio dai precedenti film. Da rimarcare anche il cameo di Charlie Cox, che torna a vestire il costume di Daredevil.

### Fase Cinque

#### Secret Invasion(2023)
Nel settembre 2020 venne riportato che la Marvel stava sviluppando una serie televisiva con protagonista Samuel L. Jackson nel ruolo di Nick Fury e Kyle Bradstreet come showrunner. Nel dicembre seguente venne annunciato che la serie avrebbe adattato il cross-over fumettistico Secret Invasion e che Ben Mendelsohn sarebbe stato co-protagonista nel ruolo di Talos. A gennaio viene confermato che la serie si comporrà di 6 episodi. Le riprese della serie inizieranno a fine 2021 nel Regno Unito, con Thomas Bezucha e Ali Selim alla regia degli episodi. Nel cast, oltre a Jackson e Mendelsohn, tornerà anche Cobie Smulders nel ruolo di Maria Hill, inoltre sono confermati anche Emilia Clarke, Olivia Colman e Kingsley Ben-Adir in ruoli non ancora specificati.

#### Echo(2024)
Nel marzo del 2021, viene riferito che Marvel Studios aveva intenzione di sviluppare uno spinoff di Hawkeye incentrato sul personaggio di Maya Lopez. Il 12 novembre 2021, durante il Disney+ Day, viene annunciata ufficialmente la serie Echo, ideata da Marion Dayre.

#### Agatha All Along(2024)
Nell'ottobre 2021 venne annunciata una serie spin-off incentrata sul personaggio di Agatha Harkness, nuovamente interpretata da Kathryn Hahn. Il progetto è stato seguito da Jac Schaeffer, già produttrice esecutiva di WandaVision.

#### Il vostro amichevole Spider-Man di quartierestagione 1 (2025)
Il 12 novembre 2021, durante il Disney+ Day, è stata annunciata una serie animata su Spider-Man e racconterà le avventure liceali di Peter Parker durante il primo anno di liceo, affiancato dalla sua identità segreta di Spider-Man. Jeff Trammel è il produttore esecutivo e la serie tv arriverà sulla piattaforma Disney+.

#### Daredevil - Rinascitastagione 1 (2025)
Nel maggio 2022 Variety rivela che la Marvel è al lavoro su un revival della serie Daredevil, con Matt Corman e Chris Ord previsti come showrunner. Al D23 Expo 2022 è stato rivelato che Charlie Cox e Vincent D'Onofrio riprenderanno i ruoli rispettivamente di Daredevil e Kingpin. La Marvel annuncia che anche Elden Henson e Deborah Ann Woll vengono confermati per riprendere i ruoli rispettivamente di Franklin Foggy Nelson e Karen Page. Nel prosieguo, vengono riconfermati anche Jon Bernthal nei panni di Frank Castle / The Punisher e Wilson Bethel nei panni di Benjamin "Dex" Poindexter / Bullseye.

#### Ironheart(2025)
Nel dicembre 2020 i Marvel Studios annunciarono una serie televisiva con protagonista Riri Williams / Ironheart, interpretata da Dominique Thorne. Nell'aprile 2021 Chinaka Hodge venne assunta come showrunner.

### Fase Sei

#### Eyes of Wakanda(2025)
Nel febbraio 2021 venne annunciato che Ryan Coogler, regista e sceneggiatore di Black Panther (2018) e Black Panther: Wakanda Forever (2022), avrebbe sviluppato una serie televisiva ambientata in Wakanda.

#### Marvel Zombies(2025)
Il 12 novembre 2021, durante il Disney+ Day, è stata annunciata una serie basata sulla collana di fumetti Marvel Zombies e sull'omonima mini-serie del 2005 scritta da Robert Kirkman. Nel 2022 è stato rivelato che la serie sarebbe stata composta da 4 episodi.

#### Wonder Man(2025)
A dicembre 2021 venne riportato che è attualmente in sviluppo una serie per Disney+ creata da Destin Daniel Cretton. Nel giugno 2022 venne rivelato che la serie avrà come protagonista Wonder Man.

#### Daredevil - Rinascitastagione 2 (2026)
Nell'agosto 2024 è stato rivelato che la serie su Daredevil avrebbe avuto una seconda stagione.

#### Vision Quest(2026)
Nell'ottobre 2022, è stata annunciata la serie Disney+ Vision Quest con protagonista Visione Bianco, interpretato ancora da Paul Bettany.

#### Il vostro amichevole Spider-Man di quartierestagione 2 (2026)
Nel luglio 2022, durante il San Diego Comic-Con International, è stato annunciato che la serie animata su Spider-Man avrebbe avuto una seconda stagione.

### Serie senza fase

#### Serie su Nova
Nel marzo 2022 è stato rivelato che la Marvel era al lavoro su una serie basata su Nova, scritta da Edward Allen Bernero.

#### Il vostro amichevole Spider-Man di quartierestagione 3
Nel gennaio 2025 è stato rivelato che la serie animata su Spider-Man avrebbe avuto una terza stagione.

## Accoglienza
| Serie                             | Stagione | Rotten Tomatoes      | Metacritic         |
| --------------------------------- | -------- | -------------------- | ------------------ |
| Agents of S.H.I.E.L.D.            | 1        | 88% (72 recensioni)  | 74 (38 recensioni) |
| Agents of S.H.I.E.L.D.            | 2        | 91% (33 recensioni)  | 74 (38 recensioni) |
| Agents of S.H.I.E.L.D.            | 3        | 100% (22 recensioni) | 74 (38 recensioni) |
| Agents of S.H.I.E.L.D.            | 4        | 96% (25 recensioni)  | 74 (38 recensioni) |
| Agents of S.H.I.E.L.D.            | 5        | 100% (23 recensioni) | 74 (38 recensioni) |
| Agents of S.H.I.E.L.D.            | 6        | 93% (15 recensioni)  | 74 (38 recensioni) |
| Agents of S.H.I.E.L.D.            | 7        | 100% (15 recensioni) | 74 (38 recensioni) |
| Agent Carter                      | 1        | 96% (50 recensioni)  | 73 (30 recensioni) |
| Agent Carter                      | 2        | 76% (21 recensioni)  | 73 (30 recensioni) |
| Inhumans                          | 1        | 11% (47 recensioni)  | 27 (20 recensioni) |
| Daredevil                         | 1        | 99% (72 recensioni)  | 75 (22 recensioni) |
| Daredevil                         | 2        | 81% (57 recensioni)  | 68 (13 recensioni) |
| Daredevil                         | 3        | 97% (65 recensioni)  | 71 (6 recensioni)  |
| Jessica Jones                     | 1        | 94% (80 recensioni)  | 81 (32 recensioni) |
| Jessica Jones                     | 2        | 82% (89 recensioni)  | 70 (19 recensioni) |
| Jessica Jones                     | 3        | 73% (41 recensioni)  | 65 (7 recensioni)  |
| Luke Cage                         | 1        | 90% (72 recensioni)  | 79 (30 recensioni) |
| Luke Cage                         | 2        | 85% (62 recensioni)  | 64 (13 recensioni) |
| Iron Fist                         | 1        | 20% (85 recensioni)  | 37 (21 recensioni) |
| Iron Fist                         | 2        | 55% (47 recensioni)  | 39 (6 recensioni)  |
| The Defenders                     | 1        | 78% (100 recensioni) | 63 (30 recensioni) |
| The Punisher                      | 1        | 68% (80 recensioni)  | 55 (20 recensioni) |
| The Punisher                      | 2        | 62% (37 recensioni)  | 58 (6 recensioni)  |
| Runaways                          | 1        | 86% (84 recensioni)  | 68 (26 recensioni) |
| Runaways                          | 2        | 84% (25 recensioni)  | 68 (26 recensioni) |
| Runaways                          | 3        | 83% (12 recensioni)  | 68 (26 recensioni) |
| Cloak & Dagger                    | 1        | 89% (54 recensioni)  | 68 (15 recensioni) |
| Cloak & Dagger                    | 2        | 86% (7 recensioni)   | 68 (15 recensioni) |
| WandaVision                       | 1        | 91% (416 recensioni) | 77 (43 recensioni) |
| The Falcon and the Winter Soldier | 1        | 85% (337 recensioni) | 74 (32 recensioni) |
| Loki                              | 1        | 92% (338 recensioni) | 74 (32 recensioni) |
| Loki                              | 2        | 88% (79 recensioni)  | 65 (22 recensioni) |
| What If...?                       | 1        | 94% (104 recensioni) | 69 (16 recensioni) |
| Hawkeye                           | 1        | 92% (174 recensioni) | 66 (27 recensioni) |
| Moon Knight                       | 1        | 86% (242 recensioni) | 69 (27 recensioni) |
| Ms. Marvel                        | 1        | 98% (304 recensioni) | 78 (23 recensioni) |
| She-Hulk: Attorney at Law         | 1        | 77% (613 recensioni) | 67 (26 recensioni) |
| Secret Invasion                   | 1        | 54% (195 recensioni) | 63 (24 recensioni) |

## Progetti cancellati

### The Hulk
Intorno al 2012, Guillermo del Toro stava discutendo con i Marvel Studios per realizzare una serie TV intitolata The Hulk come parte del Marvel Cinematic Universe. La serie doveva essere trasmessa su ABC. Tuttavia, dopo l'acclamata interpretazione di Mark Ruffalo nei panni di Hulk in The Avengers (2012), il progetto è stato sospeso.

### Most Wanted
Le due spie ed ex-coniugi Lance Hunter e Bobbi Morse sono in fuga: non possono contare su nessuno, nemmeno sullo S.H.I.E.L.D., e sono in molti a voler riscuotere la taglia che pende sulle loro teste. Bobbi e Hunter sono così costretti e stringere una traballante alleanza con l'avventuriero Dominic Fortune.
Intorno all'aprile 2015 la Marvel Television era al lavoro su uno spin-off di Agents of S.H.I.E.L.D.. La serie, sviluppata da Jeffrey Bell e Paul Zbyszewski, avrebbe dovuto essere basata su una o più storyline presenti alla fine della seconda stagione. Adrianne Palicki e Nick Blood entrarono in trattative per riprendere i rispettivi ruoli di Bobbi Morse e Lance Hunter nella potenziale serie. Nel maggio 2015 Deadline.com riportò che la ABC aveva messo da parte lo sviluppo dello spin-off di Bell e Zbyszewski. Parlando del mancato sviluppo della serie, il presidente della ABC Paul Lee disse che "la cosa migliore per ora è lasciare Palicki e Blood in S.H.I.E.L.D., perché S.H.I.E.L.D. è molto forte al momento", anche se non escluse un possibile sviluppo in futuro.
Nell'agosto 2015 la ABC diede nuovamente il via allo sviluppo dello spin-off di Agents of S.H.I.E.L.D., rielaborato e intitolato Marvel's Most Wanted, a cui diede un ordine per un episodio pilota. Bell e Zbyszewski svilupparono la serie e scrissero il pilot; in caso di ordine a serie, i due sarebbero stati showrunner e produttori esecutivi della serie, insieme a Jeph Loeb come produttore esecutivo. La serie avrebbe dovuto essere incentrata sui personaggi di Morse e Hunter, e venne descritta come un "nuovo sguardo sul duo e sulle loro avventure". Nel gennaio 2016 Lee confermò lo sviluppo dell'episodio pilota, lodando la sceneggiatura e rivelando che la produzione avrebbe avuto inizio nei mesi seguenti. L'episodio pilota venne girato intorno a marzo 2016. Fanno parte del cast del pilot anche Delroy Lindo nel ruolo di Dominic Fortune, Fernanda Andrade come sua nipote Christina Santos e Oded Fehr nel ruolo di un "noto personaggio dei fumetti". Il 12 maggio 2016 la ABC decise di non produrre la serie.

### Damage Control
Nell'ottobre 2015 la ABC ordinò il put pilot di Marvel's Damage Control, una serie comica basata sull'omonima compagnia immaginaria dei fumetti. La serie è sviluppata da Ben Karlin e prodotta ABC Studios e Marvel Television, che avrebbe dovuto seguire le vicende gli stressati e sottopagati impiegati dell'organizzazione Damage Control, specializzata nel ripulire i disastri causati dalle battaglie dei supereroi e nel recuperare oggetti dispersi. Secondo le previsioni del presidente di ABC Entertainment Paul Lee, la serie sarebbe dovuta essere trasmessa per la stagione 2016-2017. Ogni ulteriore sviluppo della serie si è concluso nel dicembre 2019.
L'organizzazione è stata comunque citata in un episodio di Agents of S.H.I.E.L.D. ed è poi apparsa nel film Spider-Man: Homecoming (2017), dove viene fondata da Tony Stark.

### New Warriors
Nell'agosto 2016 venne riportato che la Marvel era al lavoro su una serie comedy basata sui New Warriors con protagonista Squirrel Girl ed era alla ricerca di canali via cavo o servizi di video on demand a cui offrire la serie. Nell'aprile 2017 Freeform annunciò di aver ordinato la serie con titolo Marvel's New Warriors. La serie sarebbe dovuta ruotare attorno a un gruppo di adolescenti con poteri molto diversi dagli Avengers, che decidono di unire le forze per fare la differenza, nonostante non siano pronti a essere degli eroi. Nel settembre 2019 la serie fu ufficialmente cancellata e l'episodio pilota girato non fu distribuito.

### Ghost RidereAdventure Into Fear
Durante lo sviluppo della quarta stagione di Agents of S.H.I.E.L.D., la Marvel ha suggerito che la serie introducesse Ghost Rider, dopo che i diritti cinematografici del personaggio erano tornati alla Marvel dalla Sony nel maggio 2013. È stata scelta la versione Robbie Reyes del personaggio, rispetto ad altre versioni dei fumetti a causa dei valori della sua famiglia, e per aiutare la serie a prendere le distanze dai film di Sony su Ghost Rider che vedeva Nicolas Cage come la versione Johnny Blaze del personaggio. Gabriel Luna è stato annunciato che avrebbe interpretato Reyes al San Diego Comic-Con 2016. Un mese dopo, il capo della Marvel Television Jeph Loeb disse che il personaggio "potrebbe avventurarsi in altre sezioni" del MCU, a seconda dell'accoglienza del pubblico alla sua apparizione in Agents of S.H.I.EL.D. Luna ha espresso interesse a riprendere il suo ruolo al di fuori della serie, aggiungendo che ha "firmato in linea per fare tutto il lavoro necessario". Quell'ottobre, Luna disse che c'erano stati dei "brontolii" su uno spin-off per il personaggio, ma ribadì che sarebbe dipeso dall'accoglienza del pubblico.
Prima della chiusura di Marvel Television, Hulu aveva pianificato la produzione di diverse serie televisive raggruppate sotto il nome "Adventure Into Fear". Inizialmente vennero annunciate due serie, Helstrom (poi passata sotto i Marvel Studios) e Ghost Rider. Hulu ha ordinato Ghost Rider a maggio 2019, con Ingrid Escajeda come showrunner e produttore esecutiva insieme a Paul Zbyszewski e Loeb di Agents of S.H.I.E.L.D., e Luna riprendendo il loro ruolo. Piuttosto che essere un tradizionale spin-off di Agent of S.H.I.E.L.D., Hulu ha descritto la serie come una nuova storia che "vive per conto suo" ma parla dello stesso personaggio. La serie doveva essere una co-produzione tra Marvel Television ed ABC Signature Studio. Escajeda è stata attratta dai personaggi conflittuali e dal tono horror della serie, e ha detto che avrebbe preso di mira sia i fan esistenti della proprietà che il pubblico generale con la serie. Nel luglio 2019, Loeb ha dichiarato che la nuova serie avrebbe fatto riferimento al ruolo di Reyes in Agents of S.H.I.E.L.D.. La sinossi della serie prevedeva che al confine tra Texas e Messico, Robbie Reyes vendicasse gli innocenti scatenando il demoniaco Ghost Rider. Quel settembre, Hulu ha scelto di non andare avanti con il progetto a causa di differenze creative. Luna ha detto che questa notizia era sorprendente ed era "pronto a fare rock nel nuova serie", ma ha detto che era "la natura di questa attività" e che aveva "il tempo della [sua] vita" interpretando il personaggio. Con l'abbandono della serie e il trasferimento di Helstrom fuori dal MCU, anche il progetto "Adventure Into Fear" venne di fatto chiuso.

### Armor Wars
Nel dicembre 2020 è stata annunciata una serie televisiva basata sull'arco narrativo a fumetti La guerra delle armature in cui Don Cheadle avrebbe ripreso il ruolo di James Rhodes / War Machine dai film, mentre Yassir Lester sarebbe stato lo showrunner. Le riprese della serie sarebbero dovute iniziare nel 2021. Nella serie, James Rhodes avrebbe affrontato una delle più grandi paure di Tony Stark vedendo la tecnologia Stark cadere nelle mani sbagliate. Nel settembre 2022 è stato tuttavia annunciato che la serie televisiva sarebbe stata convertita in un film.

### Ulteriori progetti
Dall'aprile 2015 la Marvel Television era al lavoro con lo sceneggiatore John Ridley su una nuova serie televisiva che avrebbe dovuto "reinventare" una proprietà Marvel già esistente. Nel gennaio 2016 Ridley rivelò di essere ancora al lavoro sul progetto, e affermò di voler portare "un pizzico della coscienza sociale di Jessica Jones e della sua serie American Crime nello show, cercando al tempo stesso di creare qualcosa di puro intrattenimento". Nel 2016 la ABC rivelò inoltre di essere al lavoro su una seconda serie comedy ambientata all'interno del Marvel Cinematic Universe. Nel marzo 2016 Jeph Loeb rivelò che la Marvel aveva "nove-dieci serie televisive" in varie fasi di sviluppo. A seguito della chiusura della Marvel Television, tutti i progetti furono abbandonati.